# Мусоро
Мусоро (фр. Moussoro) — місто в Республіці Чад. Важливий транспортний центр, він є також адміністративним центром регіону Бахр-ель-Газаль.

## Географія
Місто Мусоро розташований в центральній частині Чаду, за 300 кілометрів на північний схід від столиці країни у русла ваді, Нджамени, на шосе в напрямку на Фая-Ларжо.

### Клімат
Місто знаходиться у зоні, котра характеризується кліматом тропічних пустель. Найтепліший місяць — травень із середньою температурою 33.9 °C (93 °F). Найхолодніший місяць — січень, із середньою температурою 23.3 °С (73.9 °F).
| Клімат Мусоро           | Клімат Мусоро | Клімат Мусоро | Клімат Мусоро | Клімат Мусоро | Клімат Мусоро | Клімат Мусоро | Клімат Мусоро | Клімат Мусоро | Клімат Мусоро | Клімат Мусоро | Клімат Мусоро | Клімат Мусоро | Клімат Мусоро |
| Показник                | Січ.          | Лют.          | Бер.          | Квіт.         | Трав.         | Черв.         | Лип.          | Серп.         | Вер.          | Жовт.         | Лист.         | Груд.         | Рік           |
| Середня температура, °C | 23,3          | 25,7          | 29,8          | 33,5          | 33,9          | 32,3          | 29,8          | 28            | 29,5          | 29,9          | 26,9          | 24,3          | 28,9          |
| Норма опадів, мм        | 0             | 0             | 0.1           | 1.2           | 9.2           | 27.4          | 87.1          | 152.2         | 45            | 4.4           | 0.1           | 0             | 326.7         |
| Днів з опадами          | 0             | 0,3           | 0,3           | 0,8           | 2,7           | 6,2           | 12,6          | 11,2          | 5,3           | 1,2           | 0             | 0             | 40,6          |
| Вологість повітря, %    | 25.8          | 20.4          | 19.1          | 24.9          | 33.9          | 45.6          | 60            | 68.3          | 62.4          | 44.2          | 30.3          | 28.3          | 38.6          |
| ----------------------- | ------------- | ------------- | ------------- | ------------- | ------------- | ------------- | ------------- | ------------- | ------------- | ------------- | ------------- | ------------- | ------------- |
| Джерело: Weatherbase    |               |               |               |               |               |               |               |               |               |               |               |               |               |

## Населення
Населення міста постійно збільшується: якщо 1993 року тут проживали 11.185 чоловік, то 2009-го — 16.349. Населення представлено різними племінними групами народу тубу — креда, дазза та ін.

## Інфраструктура
Поблизу міста знаходиться аеропорт Мусоро.